# 아나패스
아나패스(ANAPASS, Inc.)는 대한민국의 디스플레이 집적회로 기업이다. 본사는 서울특별시 구로구 디지털로31길 61, 신세계아이앤씨빌딩 6~7층에 위치해 있으며 대표이사는 이경호이다. GCT세미컨덕터의 지분 29%를 보유하고 있다 디스플레이용 반도체인 T-Con을 팹리스로 생산한다 2024년 회사의 디스플레이 반도체(TCON) 제품이 퀄컴의 최신 인공지능(AI) 반도체인 스냅드래곤X GPU와의 호환성 인증을 통과하였다.

## 상장
2010년 11월 5일에 공모가 52,000원에 상장하였다.

## 참고 문헌
1. ↑  아나패스, 차세대 마이크로 디스플레이 개발 속도, 머니투데이, 2023년 2월 6일
2. ↑  
GCT세미컨덕터, 코스닥 상장 좌절...아나패스·엠벤처투자 ‘하한가’, 조선비즈, 2023년 1월 27일
3. ↑  박성순, 한국IR협의회 기업리서치센터-기술분석보고서 아나패스, 2024년 1월 11일[깨진 링크(과거 내용 찾기)]
4. ↑  박승원, 아나패스 "디스플레이 반도체, 퀄컴 AI GPU 호환성 인증", 한국경제, 2024년 6월 11일